# Иоффе, Генрих Зиновьевич
Ге́нрих Зино́вьевич Ио́ффе (27 марта 1928, Москва, СССР — 4 марта 2024, Монреаль, Канада) — советский и российский историк, специалист по истории России первой половины XX века. Доктор исторических наук (1978), профессор.

## Биография
Родился 27 марта 1928 года в Москве в семье Зиновия Натановича Иоффе (1891—?), уроженца города Горки, и Серафимы Григорьевны Иоффе, родом из Долговичей. Отец во время Первой мировой войны попал в немецкий плен и вернулся на родину только в 1923 году, работал часовщиком.
После окончания школы в 1945 году поступил в 1-й Московский медицинский институт, откуда ушёл через год. В 1950 году с отличием окончил исторический факультет МГПИ имени В. И. Ленина; ученик академика И. И. Минца. По распределению был направлен в Кологрив Костромской области, где работал в педагогическом училище. Вернулся в Москву в 1952 году. В 1953—1956 годах преподавал в школе рабочей молодёжи.
В 1956—1964 годах работал в Государственной библиотеке имени В. И. Ленина. В 1964—1968 годах — редактор, старший редактор в издательстве «Наука» АН СССР.
В 1966 году в МГПИ имени В. И. Ленина защитил диссертацию на соискание учёной степени кандидата исторических наук по теме «Англо-американская буржуазная историография Февральской революции в России».
В 1968—1995 годах — главный научный сотрудник Института Российской истории РАН. В 1978 году в Институте истории АН СССР защитил диссертацию на соискание учёной степени доктора исторических наук по теме «Крах российско-монархической контрреволюции» (специальность 07.00.02 — история СССР).
С 1995 года жил в Монреале (Канада), был автором и членом редакционной коллегии «Нового журнала» (Нью-Йорк), публиковался в московских журналах: «Наука и жизнь», «Российская история», «Новый исторический вестник».
Умер 4 марта 2024 года в возрасте 95 лет.

## Научные труды

### Монографии
- Февральская революция 1917 года в англо-американской буржуазной историографии. — М.: Наука, 1970.
- Крах российской монархической контрреволюции. — М.: Наука, 1977. — 320 с.
- Против буржуазных фальсификаций истории Великого Октября. — М.: Знание, 1977.
- Три революции в России и буржуазная историография. — М.: Мысль, 1977. — 280 с. (в соавт. с Б. И. Марушкиным и Н. В. Романовским)
- Колчаковская авантюра и её крах. — М.: Мысль, 1983. — 296 с.
- Великий Октябрь и современная идеологическая борьба. — М.: Знание, 1985.
- Великий Октябрь и эпилог царизма. — М.: Наука, 1987. — 366 с.
- «Белое дело». Генерал Корнилов. — М.: Наука, 1989. — 292 с. ISBN 5-02-008533-2 (в сер. «Страницы истории нашей Родины»)
- Революция и судьба Романовых. — М.: Республика, 1992. — 351 с. — ISBN 5-250-01558-1
- Семнадцатый год: Ленин, Керенский, Корнилов. — М.: Наука, 1995. — 238 с.. — ISBN 5-02-009604-0
- Было время… Воспоминания. — Иерусалим: Филобиблон, 2009. — 204 с. — ISBN 978-965-7209-23-3
- Иные времена. — Иерусалим: Филобиблон, 2009. — ISBN 978-965-7209-25-4

### Статьи
- Эпилог керенщины // Вопросы истории. — 1986. — № 3. — С. 92—99.
- Пролог корниловщины // Вопросы истории. — 1987. — № 8. — С. 101—113.
- Меньшевики // Наука и жизнь. — 1990. — № 11. — С. 80—88 (в соавт. с С. В. Тютюкиным)
- Почему Февраль? Почему Октябрь? // Октябрь 1917: Величайшее событие века или социальная катастрофа? / Под ред. П. В. Волобуева. — М.: Политиздат, 1991.
- Новый альманах «Русское прошлое» // Вопросы истории. — 1993. — № 1. — С. 163—164.
- Дело Бейлиса // Свободная мысль. — 1993. — № 5. — С. 89—104.
- «Распутиниада»: большая политическая игра // Отечественная история. — 1998. — № 3. — С. 103—118.
- Зарисовки памяти // Отечественная история. — 1999. — № 4. — С. 129—145.
- Выселение евреев из прифронтовой полосы в 1915 году // Вопросы истории. — 2001. — № 9. — С. 85—97.
- Э. Радзинский. Распутин: жизнь и смерть: [Рец.] // Отечественная история. — 2002. — № 3. — С. 182—185.
- Финал советской историографии (как мы не написали последнюю «Историю КПСС») // Отечественная история. — 2002. — № 4. — С. 151—168.
- С. В. Тютюкин. Меньшевизм: страницы истории: [Рец.] // Отечественная история. — 2003. — № 6. — С. 203—206.
- Честно говоря…: [Рец. на кн. А. Ваксберга «Из ада в рай и обратно» (М., 2003. 486 с.)] // Отечественная история. — 2004. — № 2. — С. 190—194.
- «Остальное вам даст Советская власть»: [Об академике И. И. Минце] // Отечественная история. — 2004. — № 4. — С. 152—158.
- «Белое дело» и его эпилог // Наука и жизнь. — 2005. — № 4. — С. 78—84.
- «Новый журнал» о советско-германской войне (1942—1948 гг.) // Отечественная история. — 2005. — № 2. — С. 147—153.
- «Долой Временное правительство!» (судьбы министров Временного правительства после падения Зимнего дворца) // Отечественная история. — 2006. — № 5. — С. 109—116.
- Сталин и борьба с космополитизмом. Новое документальное издание // Новая и новейшая история. — 2007. — № 4. — С. 80—85.
- Городок наш ничего… // Российская история. — 2013. — № 2. — С. 171—179.